# Євгеній Булгаріс
Євгеній Булгаріс, в миру Елефтеріос Булгаріс (грец. Ελευθέριος Βούλγαρης, рос. Евгений Вулгарис, 22 серпня 1715, Керкіра — 8 червня 1806, Санкт-Петербург) — етнічний болгарин з міста Корфу (Керкіра), ренесансовий філософ, визначний гуманіст та православний діяч в Україні; грецько-російський енциклопедист, богослов й перекладач. Засновник Новогрецького Просвітництва, архієпископ Словенський й Херсонський синодальної Московської Церкви.
Світогляд архієпископа Євгенія формувався під упливом філософів Джона Локка, Ґотфріда Лейбніца, Кристіана Вольфа, підтримував особисті зв'язки з Вольтером.

## Біографія
Народився 1715 року на грецькому острові Керкіра у родині етнічних болгар. Його належність означена «славено-болгарин за походженням, грек за народженням і росіянин за схильністю». При хрещенні дістав ім'я Єлефтерія (у перекладі з грецької означає Вільний).
Закінчив навчання в гімназії (фронтистерій) на іонійському острові, продовжив здобувати освіту в містах Арт і Яніна. У 1737 році прийняв чернечий постриг з іменем Євгенія та в 1739 р. сан ієродиякона, служив у церкві острову Занте, Закінф (звідки походив його батько). Став катехитом і проповідником грецької церкви «Георгія Побідоносця» в Венеції.
У 1739—1740 рр. навчався на філософському факультеті Падуанського університету; у Венеції в професора математики і філософії Падуанського університету Й. Синція.
Незабаром обраний на учителя грецької мови, став викладачем й ректором гімназії в місті Янині в школі Маруциса (1742—1749; 1751—1753 рр.), у м. Козані (1750—1752). Саме з міста Яніна багато греків у 1650—1700 роках переселилося у Ніжин на Гетьманщині де існувало Ніжинське грецьке братство.
У 1753 р. призначений був Константинопольським патріархом Кирилом V бути начальником училищ, що перебували при Афонській Ватопедській лаврі (1748—1751, 1752—1757 рр.); в академії «Афоніада» при монастирі Ватопеда (1753—1759).
1758 року став ректором патріарших училищ у Константинополі, викладачем Патріаршої академії.
Одна з його патріотичних проповідей проти окупації Греції Османською імперією стала приводом для того, щоби константинопільська православна ієрархія виступила за його звільнення, тому в 1763 р. він був змушений залишити м. Константинопіль. Вирушив через Бухарест на навчання до німецьких Галле, Лейпцига, Ґетінґена, Магдебурга. Там відвідував лекції в університетах і спілкувався з ученими.
У 1767 р. — став референдарієм вселенського апостольського престолу.
У 1769 р. Патріархом Серафимом II був призначений на посаду ректора Великої школи нації в Константинополі з титулом вселенського дидаскала, вчителя і начальника філософствуючих.
За рекомендацією Константинопольського патріарха 1771 року Євген був прийнятий імператрицею Катериною ІІ й став головним бібліотекарем при імператриці, і прийняв підданство Російської імперії. Бібліотека Євгенія, що він привіз із собою складала 1500 томів. Він був членом Імператорського Санкт-Петербурзького Вільного економічного товариства (від 1792 р.), Лондонської Академії старожитностей; від 1776 р. — почесний член Санкт-Петербурзької АН; кавалер ордена святого Олександра Невського (у 1797 р.).
Указом Катерини II від 9 вересня 1775 року була утворена Словенська і Херсонська єпархія (нині — Дніпропетровська єпархія УПЦ (МП) в Україні), яка охоплювала землі колишньої Запорозької Січі. Єпархія охоплювала території Новоросійської й Азовської губерній. Її архієпископом призначено Євгена Булгаріса. Землю планувалося заселити балканськими слов'янами, німцями, греками, тому кандидатура грека, народженого в Італії й освіченого у Німеччині була найбільш доречною. 30 серпня 1775 р. Євген був хіротонізований у м. Москві (в Миколаївському грецькому монастирі) бути ієромонахом, а 1 жовтня 1775 р. — архієпископом, що підкреслювало значимість нової єпархії. 
До побудови міста Слов'янська у Микитиному Розі єпархіальна кафедра й правління мала перебувати у Полтаві: у Хрестовоздвиженському монастирі. Євген на початку прохав колишнього українського гетьмана Кирила Розумовського про надання його кам'яного будинку у м. Полтаві під Полтавську слов'янську семінарію. В утвореній ним семінарії викладали грецьку, латинську, російську й пізніше німецьку й французьку мови; риторику й малювання.
У 1779 р. архієпископ Євгеній був звільнений з посади на його прохання. 1781 року переїхав з Полтави у м. Херсон. Під час перебування у Херсоні Євгеній продав свою велику бібліотеку Григорію Потьомкіну, що мала бути основою бібліотеки нового Катеринославського університету. 1804 року ця бібліотека за розпорядженням царя була передана нововідкритому Казанському університетові, а в Катеринославі залишилася лише невелика її частина, що належала Катеринославській гімназії. 1787 року Євгеній переїхав у м. Санкт-Петербург, де помер 1807-го року й був похований у Олександро-Невській лаврі (коло Феодорівської церкви).

## Основні твори
Архієпископ Євген залишив по собі багато наукових праць, серед них:

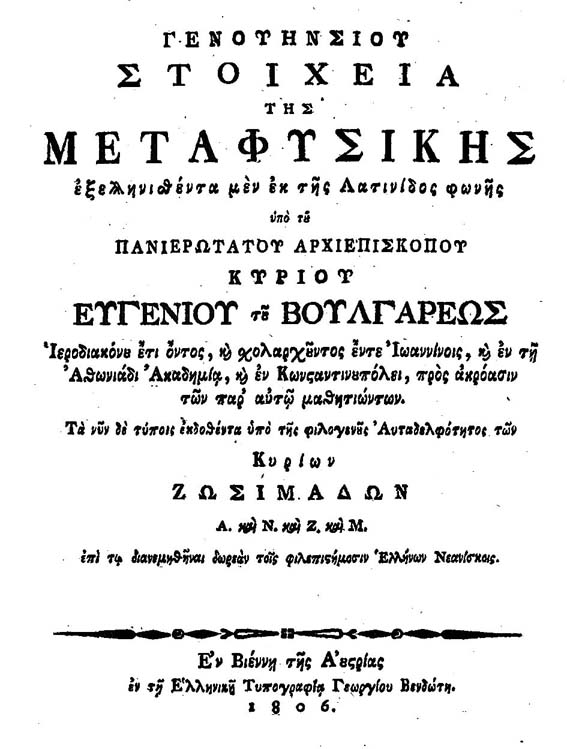
«Метафізика» Булгаріса, видана у Відні 1806 року

- Православне сповідання, або виклад віри Православної Апостольської Церкви. — Амстердам, 1765.
- Опис життя блаженного Феодорита, єпископа Кірського. — Галле, 1768. Курс богослов'я.
- Логіка, з давніх і новітніх зібрана. — Лейпциг, 1766.
- Метафізика (грец.). — Венеція, 1805.
- Перше сторіччя по втілення Христа Спасителя. Церковна Історія першого Християнського століття (грец.). — Лейпциг, 1806.
- Роздуми, чи примітки на п'ять книг Мойсеєвих, під назвою боголюбиві знущання (грец.): у 2 т. — Відень, 1801.
- Трактат про Систему всього сущого. Астрономічного змісту. — Відень, 1806.
- Про припливах і відливах.
- Думки про нинішніх критичних часах оттоманського держави.
- Благання грецького народу до всієї християнської Європі.
- Про музику (грец.), 1775 (рукопис).
- Храм Слави. Поема Г. Справи Тієрса, перекладена з французької на грецьку мову. — СПб., 1772.

### Переклади
- Оди на поразку Оттоманів Катериною II. Окружне послання до сербських християнам. Про те, що таке рай і пекло? Послання до Петра Клерка.

З латинської на грецьку
- - Адам Зерніков. Богословські трактати про походження Святого Духа: у 2 т. — СПб., 1797.
  - Феофан (Прокопович). Історія спору про походження Святого Духа. — Лейпциг, 1784.
  - Гавриїл, митрополит. Про служіння і чиноположенню Греко-Російської Церкви. — СПб., 1799.

З французької на грецьку
- - Клерцій П. (Петро Кларк). Всенародний суд, яким перед лицем Всесвітньої Церкви викриваються папа римський і папський двір, як руйнівники Церкви і всього закону Божественного і людського.